# ۶۲۳ (خورشیدی)
۶۲۳ ششصد و بیست و سومین سال هجری خورشیدی است.